# Gillian Martindale
Gillian Martindale (* 21. Januar 1974) ist eine ehemalige barbadische Fußballschiedsrichterin.
Beim CONCACAF Women’s Gold Cup 2010 leitete Martindale ein Gruppenspiel.
Ende 2019 beendete Martindale ihre Karriere.